# Koji Kimura
Koji Kimura (Japans: 木村 興治) (Akita, 11 december 1940) is een voormalig Japans professioneel tafeltennisser. Hij werd viermaal wereldkampioen tafeltennis.

## Belangrijkste resultaten
- Goud in het mannen dubbelspel op de wereldkampioenschappen 1961 met Nobuya Hoshino.
- Goud in het gemengd dubbelspel op de wereldkampioenschappen 1963 met Kazuko Ito-Yamaizumi.
- Goud in het gemengd dubbelspel op de wereldkampioenschappen 1965 met Masako Seki.
- Goud met het team op de wereldkampioenschappen 1967.